# Томпсон-Фолс (Монтана)
Томпсон-Фолс (англ. Thompson Falls) — крупнейший город и административный центр округа Сандерс в штате Монтана в Соединённых Штатах Америки.
Согласно данным переписи населения США 2020 года число жителей города 
составляло 1336 человек, что, для такого небольшого населённого пункта, существенно больше (+ 1.8%), чем было во время предыдущей переписи, проводившейся в 2010 году (1313 человек).

## История
Город был назван в честь британского исследователя, географа и торговца пушниной Дэвида Томпсона, который основал в 1809 году пост по торговле пушниной Северо-Западной компании под названием «Saleesh House».
Появление железной дороги в 1881 году принесло первую настоящую предпринимательскую активность в этот район. Два года спустя, когда в близлежащем Кер-д'Алену вспыхнула золотая лихорадка, город существенно разросся, чтобы разместить людей, идущих по тропе Мюррея к приискам. 
В 1915 году была открыта Плотина Томпсона.
Туризм является одной из важных составляющих современной местной экономики. Государственный парк Томпсон-Фолс находится в 2 милях (3,2 км) к северо-западу от города и привлекает множество посетителей, которым предлагается активный отдых: лодочные спуски, кемпинги и природные тропы.

## География
Томпсон-Фолс находится рядом с горами Кабинет. Водопады Томпсон расположены в долине Кларк-Форк на высоте 2419 футов (737 метров). Река Кларк-Форк протекает в южной части города.
Согласно данным Бюро переписи населения США, общая площадь города составляет 1,73 квадратных мили (4,48 км2) и всю эту территорию занимает суша.

## Климат
Согласно классификации климатов Кёппена, в зависимости от используемого варианта, в Томпсон-Фолс либо океанический климат, либо теплый летний влажный континентальный климат, которые на климатических картах сокращенно обозначаются аббревиатурами «Cfb» и «Dfb» соответственно.